# Futbolista del año en Alemania
El título de Futbolista Alemán del año o Fußballer des Jahres es un galardón otorgado al mejor futbolista nacido en Alemania en cualquier liga del mundo o que juegue en la liga alemana. El premio se concede desde 1960 y se determina por una votación de los periódicos alemanes de la asociación de periódicos deportivos alemanes (Verband der Deutschen Sportjournalisten) y la publicación Kicker. En el año 2004, el brasileño Aílton se convirtió en el primer extranjero en ganar el título.
El título de mejor futbolista alemán del este fue entregado entre 1963 y 1991 por la publicación, Die Neue Fussballwoche.
Desde el año 1996 se nombra también una Futbolista alemana del año.
| Año  | Jugador                 | Club                       |
| ---- | ----------------------- | -------------------------- |
| 1960 | Uwe Seeler              | Hamburgo SV                |
| 1961 | Max Morlock             | FC Núremberg               |
| 1962 | Karl-Heinz Schnellinger | 1. FC Colonia              |
| 1963 | Hans Schäfer            | 1. FC Colonia              |
| 1964 | Uwe Seeler              | Hamburgo SV                |
| 1965 | Hans Tilkowski          | Borussia Dortmund          |
| 1966 | Franz Beckenbauer       | FC Bayern Múnich           |
| 1967 | Gerd Müller             | FC Bayern Múnich           |
| 1968 | Franz Beckenbauer       | FC Bayern Múnich           |
| 1969 | Gerd Müller             | FC Bayern Múnich           |
| 1970 | Uwe Seeler              | Hamburgo SV                |
| 1971 | Berti Vogts             | Borussia Mönchengladbach   |
| 1972 | Günter Netzer           | Borussia Mönchengladbach   |
| 1973 | Günter Netzer           | Borussia Mönchengladbach   |
| 1974 | Franz Beckenbauer       | FC Bayern Múnich           |
| 1975 | Sepp Maier              | FC Bayern Múnich           |
| 1976 | Franz Beckenbauer       | FC Bayern Múnich           |
| 1977 | Sepp Maier              | FC Bayern Múnich           |
| 1978 | Sepp Maier              | FC Bayern Múnich           |
| 1979 | Berti Vogts             | Borussia Mönchengladbach   |
| 1980 | Karl-Heinz Rummenigge   | FC Bayern Múnich           |
| 1981 | Paul Breitner           | FC Bayern Múnich           |
| 1982 | Karlheinz Förster       | VfB Stuttgart              |
| 1983 | Rudi Völler             | SV Werder Bremen           |
| 1984 | Harald Schumacher       | 1. FC Colonia              |
| 1985 | Hans-Peter Briegel      | Hellas Verona              |
| 1986 | Harald Schumacher       | 1. FC Colonia              |
| 1987 | Uwe Rahn                | Borussia Mönchengladbach   |
| 1988 | Jürgen Klinsmann        | VfB Stuttgart              |
| 1989 | Thomas Häßler           | 1. FC Colonia              |
| 1990 | Lothar Matthäus         | Internazionale Milano F.C. |
| 1991 | Stefan Kuntz            | 1. FC Kaiserslautern       |
| 1992 | Thomas Häßler           | AS Roma                    |
| 1993 | Andreas Köpke           | FC Núremberg               |
| 1994 | Jürgen Klinsmann        | AS Monaco                  |
| 1995 | Matthias Sammer         | Borussia Dortmund          |
| 1996 | Matthias Sammer         | Borussia Dortmund          |
| 1997 | Jürgen Kohler           | Borussia Dortmund          |
| 1998 | Oliver Bierhoff         | Udinese Calcio             |
| 1999 | Lothar Matthäus         | FC Bayern Múnich           |
| 2000 | Oliver Kahn             | FC Bayern Múnich           |
| 2001 | Oliver Kahn             | FC Bayern Múnich           |
| 2002 | Michael Ballack         | Bayer Leverkusen           |
| 2003 | Michael Ballack         | FC Bayern Múnich           |
| 2004 | Aílton                  | SV Werder Bremen           |
| 2005 | Michael Ballack         | FC Bayern Múnich           |
| 2006 | Miroslav Klose          | SV Werder Bremen           |
| 2007 | Mario Gómez             | VfB Stuttgart              |
| 2008 | Franck Ribéry           | FC Bayern Múnich           |
| 2009 | Grafite                 | VfL Wolfsburgo             |
| 2010 | Arjen Robben            | FC Bayern Múnich           |
| 2011 | Manuel Neuer            | FC Schalke 04              |
| 2012 | Marco Reus              | Borussia Mönchengladbach   |
| 2013 | Bastian Schweinsteiger  | FC Bayern Múnich           |
| 2014 | Manuel Neuer            | FC Bayern Múnich           |
| 2015 | Kevin De Bruyne         | VfL Wolfsburg              |
| 2016 | Jérôme Boateng          | FC Bayern Múnich           |
| 2017 | Philipp Lahm            | FC Bayern Múnich           |
| 2018 | Toni Kroos              | Real Madrid C. F.          |
| 2019 | Marco Reus              | Borussia Dortmund          |
| 2020 | Robert Lewandowski      | FC Bayern Múnich           |
| 2021 | Robert Lewandowski      | FC Bayern Múnich           |
| 2022 | Christopher Nkunku      | RB Leipzig                 |
| 2023 | İlkay Gündoğan          | Manchester City FC         |
| 2024 | Toni Kroos              | Real Madrid C. F.          |

## Palmarés Alemania del Este
| Año  | Jugador                | Club                   |
| ---- | ---------------------- | ---------------------- |
| 1963 | Manfred Kaiser         | Wismut Karl-Marx-Stadt |
| 1964 | Klaus Urbanczyk        | Chemie Halle           |
| 1965 | Horst Weigang          | SC Leipzig             |
| 1966 | Jürgen Nöldner         | Vorwärts Berlin        |
| 1967 | Dieter Erler           | FC Karl-Marx-Stadt     |
| 1968 | Bernd Bransch          | Hallescher FC Chemie   |
| 1969 | Eberhard Vogel         | FC Karl-Marx-Stadt     |
| 1970 | Roland Ducke           | FC Carl Zeiss Jena     |
| 1971 | Peter Ducke            | FC Carl Zeiss Jena     |
| 1972 | Jürgen Croy            | Sachsenring Zwickau    |
| 1973 | Hans-Jürgen Kreische   | Dinamo Dresde          |
| 1974 | Bernd Bransch          | FC Carl Zeiss Jena     |
| 1975 | Jürgen Pommerenke      | 1. FC Magdeburg        |
| 1976 | Jürgen Croy            | Sachsenring Zwickau    |
| 1977 | Hans-Jürgen Dörner     | Dinamo Dresde          |
| 1978 | Jürgen Croy            | Sachsenring Zwickau    |
| 1979 | Joachim Streich        | 1. FC Magdeburg        |
| 1980 | Hans-Ulrich Grapenthin | FC Carl Zeiss Jena     |
| 1981 | Hans-Ulrich Grapenthin | FC Carl Zeiss Jena     |
| 1982 | Rüdiger Schnuphase     | FC Carl Zeiss Jena     |
| 1983 | Joachim Streich        | 1. FC Magdeburg        |
| 1984 | Hans-Jürgen Dörner     | Dinamo Dresde          |
| 1985 | Hans-Jürgen Dörner     | Dinamo Dresde          |
| 1986 | René Müller            | Lokomotive Leipzig     |
| 1987 | René Müller            | Lokomotive Leipzig     |
| 1988 | Andreas Thom           | Berliner FC Dynamo     |
| 1989 | Andreas Trautmann      | Dinamo Dresde          |
| 1990 | Ulf Kirsten            | Dinamo Dresde          |
| 1991 | Torsten Gütschow       | Dinamo Dresde          |

## Palmarés Femenino
| Año  | Jugadora                 | Club                      |
| ---- | ------------------------ | ------------------------- |
| 1996 | Martina Voss-Tecklenburg | FC Rumeln-Kaldenhausen    |
| 1997 | Bettina Wiegmann         | Grün-Weiß Brauweiler      |
| 1998 | Silke Rottenberg         | SF Siegen                 |
| 1999 | Inka Grings              | FCR 2001 Duisburg         |
| 2000 | Martina Voss-Tecklenburg | FCR 2001 Duisburg         |
| 2001 | Birgit Prinz             | 1.FFC Frankfurt           |
| 2002 | Birgit Prinz             | 1.FFC Frankfurt           |
| 2003 | Birgit Prinz             | 1.FFC Frankfurt           |
| 2004 | Birgit Prinz             | 1.FFC Frankfurt           |
| 2005 | Birgit Prinz             | 1.FFC Frankfurt           |
| 2006 | Birgit Prinz             | 1.FFC Frankfurt           |
| 2007 | Birgit Prinz             | 1.FFC Frankfurt           |
| 2008 | Birgit Prinz             | 1.FFC Frankfurt           |
| 2009 | Inka Grings              | FCR 2001 Duisburg         |
| 2010 | Inka Grings              | FCR 2001 Duisburg         |
| 2011 | Fatmire Bajramaj         | 1. FFC Turbine Potsdam    |
| 2012 | Célia Okoyino da Mbabi   | SC 07 Bad Neuenahr Frauen |
| 2013 | Martina Müller           | VfL Wolfsburgo            |
| 2014 | Alexandra Popp           | VfL Wolfsburgo            |
| 2015 | Célia Šašić              | 1.FFC Frankfurt           |
| 2016 | Alexandra Popp           | VfL Wolfsburgo            |
| 2017 | Dzsenifer Marozsán       | Olympique de Lyon         |
| 2018 | Dzsenifer Marozsán       | Olympique de Lyon         |
| 2019 | Dzsenifer Marozsán       | Olympique de Lyon         |
| 2020 | Pernille Harder          | VfL Wolfsburgo            |
| 2021 | Nicole Billa             | TSG 1899 Hoffenheim       |
| 2022 | Lea Schüller             | Bayern de Múnich          |
| 2023 | Alexandra Popp           | VfL Wolfsburgo            |
| 2024 | Ann-Katrin Berger        | NJ/NY Gotham FC           |